# 索拉鲁萨
索拉鲁萨（義大利語：Solarussa），是意大利奥里斯塔诺省的一个市镇。总面积31.89平方公里，人口2500人，人口密度78.4人/平方公里（2009年）。ISTAT代码为095062。